# Xalet a l'avinguda de França, 30 (Calafell)
El Xalet a l'avinguda de França, 30 és una obra del moviment modern de Calafell (Baix Penedès) protegida com a Bé Cultural d'Interès Local.

## Descripció
Es tracta d'un edifici de planta baixa elevada lleugerament respecte del terreny deixant per sota una zona en semisoterrani destinada a aparcament. La planta té forma irregular i té el volum de més al sud girat respecte la resta per adquirir una bona orientació. Té dues zones porxades i la coberta és plana. Els porxos estan coberts amb lloses de poc gruix sustentades amb pilars metàl·lics. Les façanes estan revestides amb arrebossat de morter pintat de color blanc. Algunes parts, com ara el sòcol i l'espai existent entre les finestres estan revestides amb elements regulars de pedra de petit format.
L'edifici té parets de càrrega i forjats ceràmics amb elements de formigó armat. La coberta és feta a la catalana, amb acabat de rajola.